# Олекшицкий сельсовет
Оле́кшицкий сельсовет (бел. Але́кшыцкі сельсавет) — административная единица на территории Берестовицкого района Гродненской области Белоруссии. Административный центр — агрогородок Олекшицы.

## Состав
Олекшицкий сельсовет включает 18 населённых пунктов:
- Верховляны — деревня.
- Гольни — деревня.
- Жукевичи — деревня.
- Князевичи — деревня.
- Колесники — деревня.
- Кордики — деревня.
- Красники — деревня.
- Кубельники — деревня.
- Малые Гольни — деревня.
- Малые Эйсмонты — деревня.
- Массоляны — агрогородок.
- Мурована — деревня.
- Новосёлки — деревня.
- Олекшицы — агрогородок.
- Пески — деревня.
- Подбагоники — деревня.
- Пыховчицы — деревня.
- Третьяки — деревня.

## Демография
На территории сельсовета в 2011 году проживало 2233 человек, из них трудоспособного возраста 399 человек, старше трудоспособного возраста 229 человек, детей — 117, количество хозяйств — 344. На территории сельсовета проживают: 5 инвалидов ВОВ, 3 участника ВОВ, 4 семьи погибших, 95 инвалидов труда 1 и 2 группы, 17 инвалидов с детства, 65 одиноких престарелых гражданина.

## Социальная сфера
На территории сельсовета расположены: Государственное учреждение образования «Поплавский учебно-педагогический комплекс ясли-сад — базовая школа» на 208 мест, 1 библиотека, 1 сельский клуб — библиотека, 1 фельдшерско-акушерский пункт, 2 магазина,

## Агроэкотуризм
- Агроусадьба «Тихие пруды».

## Памятные места
На территории Олекшицкого сельсовета — пять памятников землякам, погибшим в годы Великой Отечественной войны: 69 землякам в д. Олекшицы, 59 землякам в д. Гольни, 36 землякам в д. Массоляны, 32 землякам в д. Пыховчицы и мемориальный знак, установленный в память о сожженной деревне Верховляны.